# Wasyl Machno
Wasyl Iwanowycz Machno, ukr. Василь Іванович Махно (ur. 8 października 1964 w Czortkowie) – ukraiński poeta, eseista, dramaturg i tłumacz. Członek tarnopolskiej grupy artystycznej West-Wind (1992), Stowarzyszenia Ukraińskich Pisarzy oraz PEN-Club.

## Życiorys
Syn Wasyla Machno, urodzonego w Dębnie. Po ukończeniu szkoły średniej Machno studiował w Wyższej Szkole Pedagogicznej w Tarnopolu, gdzie następnie podjął pracę zawodową. W 1995 roku otrzymał doktorat na tutejszej uczelni na podstawie pracy dotyczącej twórczości ukraińskiego poety Bohdana Ihora Antonycza. Przygotowując pracę doktorską do publikacji, która została wydana w 1999, zamieścił w niej również tomik swoich pierwszych wierszy oraz fragmenty prozy. Pod koniec lat 90. prowadził wykłady na Uniwersytecie Jagiellońskim. W 2000 roku przeniósł się do Nowego Jorku wraz z żoną i córką, gdzie pracuje dla Towarzystwa Naukowego im. Szewczenki.

## Twórczość
Opublikował we własnych przekładach wybory wierszy Zbigniewa Herberta i Janusza Szubera. Sam tłumaczony na kilkanaście języków. W Polsce ukazały się trzy jego książki poetyckie - Wędrowcy (2003) w przekładzie Andrzeja Nowaka, Renaty Rusnak i Bohdana Zadury, 34 wiersze o Nowym Jorku i nie tylko (2005) i Nitka (2011).
Jego poezje stanowią część dwóch antologii Bohdana Zadury: Wiersze zawsze są wolne. Przekłady z poezji ukraińskiej (Biuro Literackie – Kolegium Europy Wschodniej im. Jana Nowaka-Jeziorańskiego, Wrocław 2005, ISBN 83-8851-563-2; wydanie 2: Biuro Literackie – Kolegium Europy Wschodniej im. Jana Nowaka-Jeziorańskiego, Wrocław 2007, ISBN 978-83-60602-46-1) oraz 100 wierszy wolnych z Ukrainy (Biuro Literackie, Kołobrzeg 2022, ISBN 978-83-67249-06-5).
Jest autorem dziewięciu książek poetyckich, dwu esejów i sztuk teatralnych. Jego wiersze, eseje i dramaty tłumaczone były na język polski, niemiecki, serbski, angielski, litewski, czeski, hebrajski i hiszpański.

### Wiersze i poematy
- Schizma (1993)
- Samotność Cezara (1994)
- Księga pagórków i dolin (1996)
- Lutowe elegie i inne wiersze (1998)
- Płetwa ryby (2002)
- 38 wierszy o Nowym Jorku i coś jeszcze (2004)
- Zbiór esejów Park kultury i wypoczynku im. Gertrudy Stein (2006)
- Cornelia Street Café: nowe i wybrane wiersze 1991-2006 (2007)
- Zimowe listy (2011)
- Toczyła się torba (2011)
- Jerusalem poems (2016)
- Most papierowy (2017)

### Sztuki teatralne
- Coney Island (2006)
- Bitch/Beach Generation (2007)

### Inne
- Artystyczny świat Bohdana Ihora Antonycza (1999),
- Wędrowcy (2003)
- Dubno koło Leżajska. Wiersze i eseje
- Dom w Baiting Holow (2015)

## Odniesienia
Poeta Janusz Szuber napisał wiersze pt. Do Wasyla Machno – poety, opublikowany w tomiku poezji pt. Las w lustrach / Forest in the Mirrors z 2001, pt. 10.04.2006 Wasyl Machno, wydany w tomikach poezji pt. Czerteż z 2006 oraz pt. Pianie kogutów z 2008.